# Zbigniew Balik
Zbigniew Balik (ur. 5 lutego 1935 w Borysławiu) – polski polityk, samorządowiec, chemik, poseł na Sejm X kadencji (1989–1991).

## Życiorys
Ukończył w 1956 studia z zakresu chemii na Politechnice Lwowskiej. Od 1956 pracował w borysławskim zagłębiu naftowym jako inżynier, w 1957 wyjechał do Polski. Był zatrudniony w różnych rafineriach. W 1967 wstąpił Polskiej Zjednoczonej Partii Robotniczej, od tego roku począł pełnić funkcje dyrektorskie w rafineriach w Czechowicach-Dziedzicach, Jedliczu i w Jaśle. W 1976 objął stanowisko dyrektora Podkarpackich Zakładów Rafineryjnych, pełnił tę funkcję do 1996 (z przerwą od 1986 do 1987).
Należy do Stowarzyszenia Inżynierów i Techników Przemysłu Naftowego, był wśród założycieli oddziału Naczelnej Organizacji Technicznej w województwie krośnieńskim. W latach 1989–1991 był posłem na Sejm kontraktowy z okręgu krośnieńskiego (mandat nr 202). W trakcie kadencji przeszedł do Parlamentarnego Klubu Lewicy Demokratycznej i zasiadał w Komisji Polityki Gospodarczej, Budżetu i Finansów oraz Komisji Stosunków Gospodarczych z Zagranicą i Gospodarki Morskiej.
Związał się z Sojuszem Lewicy Demokratycznej. Zasiadał w radzie powiatu jasielskiego, bez powodzenia ubiegał się wówczas o urząd burmistrza Jasła. W wyborach samorządowych w 2006 został wybrany do rady miejskiej w Jaśle z ramienia komitetu „Nasze Jasło”. wyborach w 2010 bez powodzenia ubiegał się o reelekcję, reprezentując komitet „Jaślanie”.

## Odznaczenia
- Order Sztandaru Pracy II klasy (1988)
- Krzyż Oficerski Orderu Odrodzenia Polski (1971)
- Złoty Krzyż Zasługi (1965)[6]